# Hawtai Motor
A Rongcheng HawTai Automobile Co Ltd, ou simplesmente Hawtai Motor (em chinês simplificado: 华泰) é uma fabricante de veículos de passeio da província de Shandong, na China. 
Nasceu de um parceia joint-venture com a sul-coreana Hyundai Motors, cuja tecnologia desta ainda é utilizada pela Hawtai. 
No final de 2010, a capacidade de produção da empresa era de 350.000 veículos por ano.